# Антарктический доллар
Антаркти́ческий до́ллар — неофициальная валюта континента Антарктида.
Создана группой энтузиастов — граждан США, основавших в 1996 году Антарктический заморский банк, несмотря на то что, согласно международным соглашениям, Антарктида не является территорией ни одного государства и, следовательно, не имеет права на свою собственную валюту.
Номинал банкнот, выпускавшихся Антарктическим заморским банком с 1996 по 2001 годы, — 1, 2, 5, 10, 20, 50 и 100 долларов. Материал — пластиковая плёнка с нанесённым на неё рисунком и голограммами. По замыслу организаторов акции, каждый такой денежный знак можно было обменять на американские доллары по номиналу, а все вырученные средства предполагалось отправить на финансирование научных изысканий в самой Антарктике.
Банкноты имеют несколько степеней защиты, а также серийные номера. По размеру они немного больше, чем американские доллары. Курс антарктической валюты равен курсу доллара США, и её можно было приобрести всем желающим с 1996 по 2001 год.
В настоящий момент эти банкноты являются предметом коллекционирования.